# Chiesa di Nostra Signora (Odense)
La chiesa di Nostra Signora (in danese Vor Frue Kirke) è una chiesa nel centro di Odense, in Fionia, Danimarca, si trova a pochi chilometri a est del municipio e della cattedrale di San Canuto. La chiesa è la più antica della città ed è stata costruita nel 1184. La chiesa è stata anche cattedrale di Odense, prima della costruzione dell'attuale duomo.
Oggi la chiesa è sede della parrocchia di Nostra Signora per la chiesa nazionale danese.